# Vérkhniaia Mossólovka
Vérkhniaia Mossólovka (en rus: Верхняя Мосоловка) és un poble de l'óblast de Lípetsk, a Rússia, que el 2011 tenia 438 habitants. Pertany al districte rural d'Úsman.